# 関春茂
関 春茂（せき はるしげ、1857年5月8日（安政4年4月15日） - 1939年（昭和14年）2月26日）は、日本の政治家。衆議院議員、青森県八戸町長。

## 来歴・人物
八戸藩士・関彦市の息子として八戸城下で生まれる。1875年（明治8年）に蛇口胤親によって開設された八戸で初の英学校「開文舎」で学ぶ。翌年に陸奥国八戸光学会でギリシア正教の洗礼を受ける。1881年（明治14年）に明治天皇が八戸に巡幸した際には漢詩の祝詞を贈ったこともある。
1888年（明治21年）に青森県会議員に初当選、翌年に奈須川光宝らと自由党系の政治結社である八戸土曜会を結成した。1904年（明治37年）3月、第9回衆議院議員総選挙で青森県郡部から選出され、衆議院議員に1期在任した。
1923年（大正12年）に八戸町長に就任し、1929年（昭和4年）の八戸市発足まで町長を務める。

## 政策・政治活動
八戸聾唖学校、尋常小学校八戸分校（後の八戸高等学校）、第二高等女学校（後の八戸東高等学校）の誘致に取り組み、町立工業徒弟学校を設立した。